# 41. Międzynarodowy Festiwal Filmowy w Berlinie
41. Międzynarodowy Festiwal Filmowy w Berlinie odbył się w dniach 15-26 lutego 1991 roku. Imprezę otworzył pokaz francuskiego filmu Uran w reżyserii Claude’a Berri. W konkursie głównym zaprezentowano 26 filmów pochodzących z 16 różnych krajów.
Jury pod przewodnictwem niemieckiego reżysera Volkera Schlöndorffa przyznało nagrodę główną festiwalu, Złotego Niedźwiedzia, włoskiemu filmowi Dom uśmiechów w reżyserii Marco Ferreriego. Drugą nagrodę w konkursie głównym, Srebrnego Niedźwiedzia − Nagrodę Specjalną Jury, przyznano ex aequo włoskiemu filmowi Wyrok w reżyserii Marco Bellocchio oraz radzieckiemu filmowi Szatan w reżyserii Wiktora Aristowa.
W ramach festiwalu odbyła się retrospektywa filmów poświęconych zimnej wojnie.

## Członkowie jury

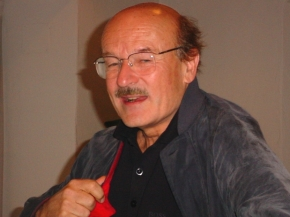
Przewodniczący jury konkursu głównego Volker Schlöndorff.

### Konkurs główny
- Volker Schlöndorff, niemiecki reżyser − przewodniczący jury[4]
- Chantal Akerman, belgijska reżyserka
- Laurie Anderson, amerykańska artystka eksperymentalna
- José Luis Borau, hiszpański reżyser
- Judith Godrèche, francuska aktorka
- Jurij Klepikow, radziecki scenarzysta
- Renate Krößner, niemiecka aktorka
- Gillo Pontecorvo, włoski reżyser
- Simon Relph, brytyjski producent filmowy
- Catharina Stackelberg, szwedzka scenarzystka
- Mircea Veroiu, rumuński reżyser

## Selekcja oficjalna

### Konkurs główny
Następujące filmy zostały wyselekcjonowane do udziału w konkursie głównym o Złotego Niedźwiedzia i Srebrne Niedźwiedzie:
| Tytuł polski                    | Tytuł oryginalny                                      | Reżyseria          | Kraj produkcji    |
| ------------------------------- | ----------------------------------------------------- | ------------------ | ----------------- |
| Kochankowie                     | Amantes                                               | Vicente Aranda     | Hiszpania         |
| Amelia Lópes O’Neill            | Amelia Lópes O’Neill                                  | Valeria Sarmiento  | Chile             |
| Ballada o Sad Cafe              | The Ballad of the Sad Café                            | Simon Callow       | Wielka Brytania   |
| Góra                            | Der Berg                                              | Markus Imhoof      | Szwajcaria        |
| Cabeza de Vaca                  | Cabeza de Vaca                                        | Nicolás Echevarría | Meksyk            |
| Dom uśmiechów                   | La casa del sorriso                                   | Marco Ferreri      | Włochy            |
| Wyrok                           | La condanna                                           | Marco Bellocchio   | Włochy            |
| Cesarski eunuch Li Lianying     | 大太监李莲英 Da taijian Li Lianying                   | Tian Zhuangzhuang  | Chiny             |
| Tańczący z wilkami              | Dances with Wolves                                    | Kevin Costner      | Stany Zjednoczone |
| Ząb jadowy                      | Dandan-e-mar                                          | Masud Kimiai       | Iran              |
| Sukces                          | Erfolg                                                | Franz Seitz Jr.    | Niemcy            |
| Fortune Express                 | Fortune Express                                       | Olivier Schatzky   | Francja           |
| Dobry wieczór, panie Wallenberg | God afton, Herr Wallenberg                            | Kjell Grede        | Szwecja           |
| Ciche sierpniowe dni            | Ήσυχες μέρες του Αυγούστου Isyhes meres tou Avgoustou | Pantelis Wulgaris  | Grecja            |
| Gdy gwiazdy były czerwone       | Ked hviezdy boli cervené                              | Dušan Trančík      | Czechosłowacja    |
| Cud                             | The Miracle                                           | Neil Jordan        | Irlandia          |
| Pan Johnson                     | Mister Johnson                                        | Bruce Beresford    | Stany Zjednoczone |
| Mały przestępca                 | Le petit criminel                                     | Jacques Doillon    | Francja           |
| Wydział Rosja                   | The Russia House                                      | Fred Schepisi      | Stany Zjednoczone |
| Szatan                          | Сатана Satana                                         | Wiktor Aristow     | ZSRR              |
| Milczenie owiec                 | The Silence of the Lambs                              | Jonathan Demme     | Stany Zjednoczone |
| Der Tangospieler                | Der Tangospieler                                      | Roland Gräf        | Niemcy            |
| Szowiniści                      | Ultrà                                                 | Ricky Tognazzi     | Włochy            |
| Uran                            | Uranus                                                | Claude Berri       | Francja           |
| Kapitan Fracasse                | Il viaggio di Capitan Fracassa                        | Ettore Scola       | Włochy            |

### Pokazy pozakonkursowe
Następujące filmy zostały wyświetlone na festiwalu w ramach pokazów pozakonkursowych:
| Tytuł polski         | Tytuł oryginalny        | Reżyseria            | Kraj produkcji    |
| -------------------- | ----------------------- | -------------------- | ----------------- |
| Głupiec              | The Fool                | Christine Edzard     | Wielka Brytania   |
| Ojciec chrzestny III | The Godfather: Part III | Francis Ford Coppola | Stany Zjednoczone |
| Zielona karta        | Green Card              | Peter Weir           | Australia         |

## Laureaci nagród

### Konkurs główny
Złoty Niedźwiedź
- Dom uśmiechów, reż. Marco Ferreri

Srebrny Niedźwiedź − Nagroda Specjalna Jury
- Szatan, reż. Wiktor Aristow
- Wyrok, reż. Marco Bellocchio

Srebrny Niedźwiedź dla najlepszego reżysera
- Jonathan Demme − Milczenie owiec
- Ricky Tognazzi − Szowiniści

Srebrny Niedźwiedź dla najlepszej aktorki
- Victoria Abril − Kochankowie

Srebrny Niedźwiedź dla najlepszego aktora
- Maynard Eziashi − Pan Johnson

Srebrny Niedźwiedź za wybitne osiągnięcie artystyczne
- Kevin Costner jako reżyser, aktor i producent filmu Tańczący z wilkami

Wyróżnienie honorowe
- Cesarski eunuch Li Lianying, reż. Tian Zhuangzhuang
- Mały przestępca, reż. Jacques Doillon
- Ząb jadowy, reż. Masud Kimiai

### Konkurs filmów krótkometrażowych
Złoty Niedźwiedź dla najlepszego filmu krótkometrażowego
- Six Point Nine, reż. Dan Bootzin

### Pozostałe nagrody
Nagroda FIPRESCI
- Mały przestępca, reż. Jacques Doillon